# Lathrolestes morator
Lathrolestes morator là một loài tò vò trong họ Ichneumonidae.